# Anthocharis belia
Anthocharis belia es una especie de mariposas de la familia Pieridae (subfamilia Pierinae, tribu Anthocharini). Incluye dos subespecies, que se distribuyen por Túnez, Argelia y Marruecos.

## Subespecies
- Anthocharis belia androgyne (Leech, 1886)
- Anthocharis belia belia (Linnaeus, 1767)

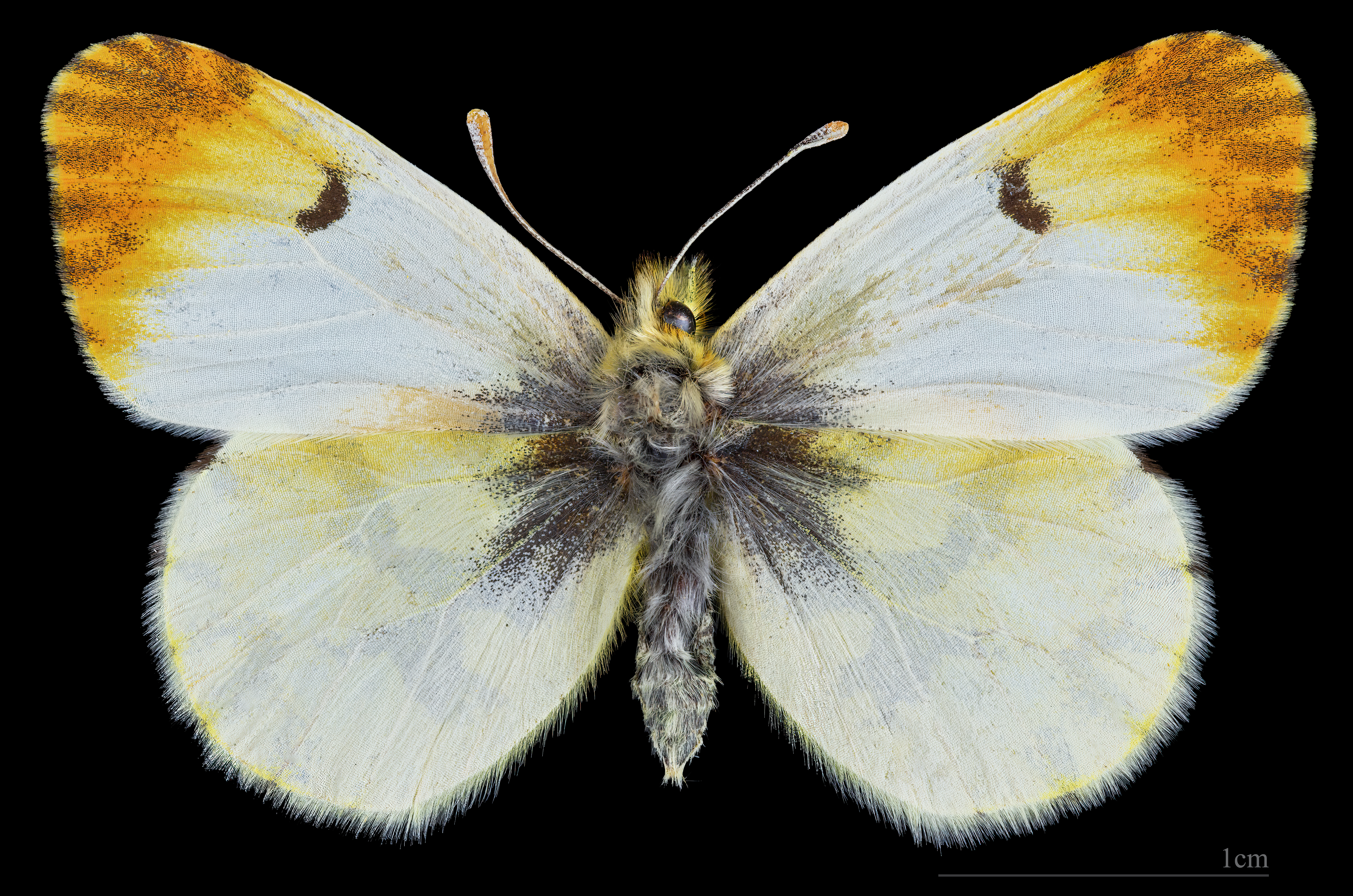
Anthocharis belia belia  ♀
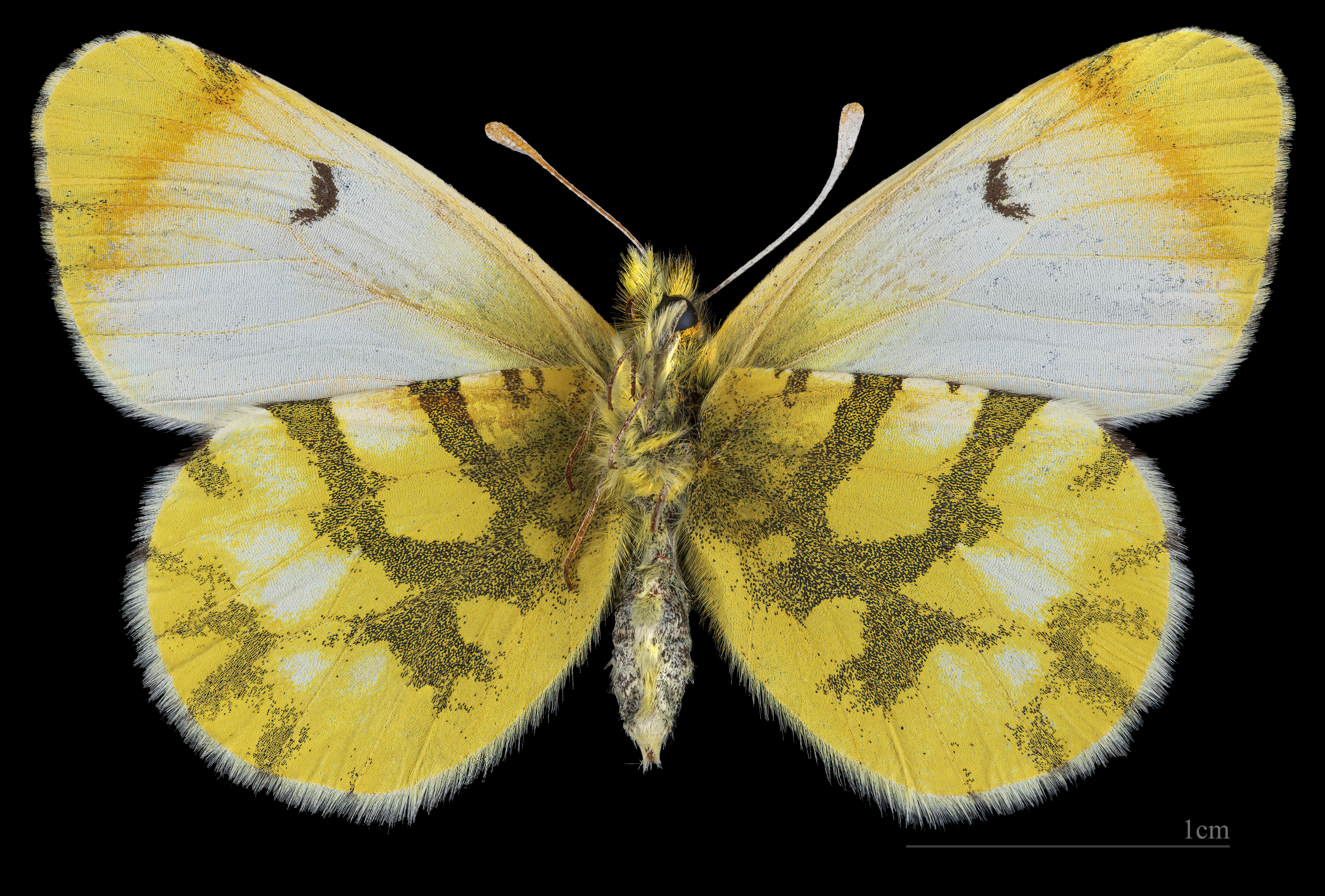
Anthocharis belia belia   ♀ △

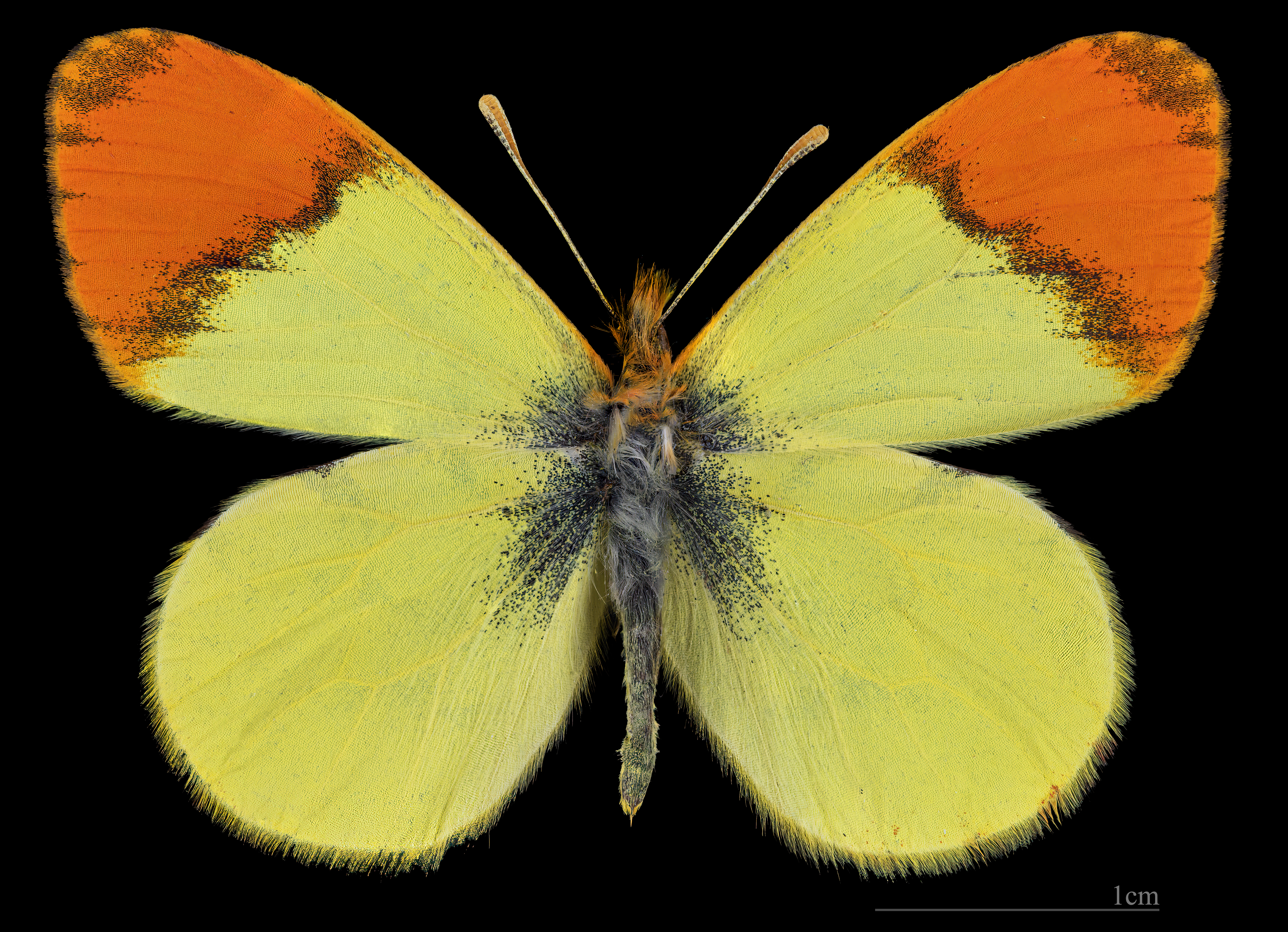
Anthocharis belia androgyne ♂
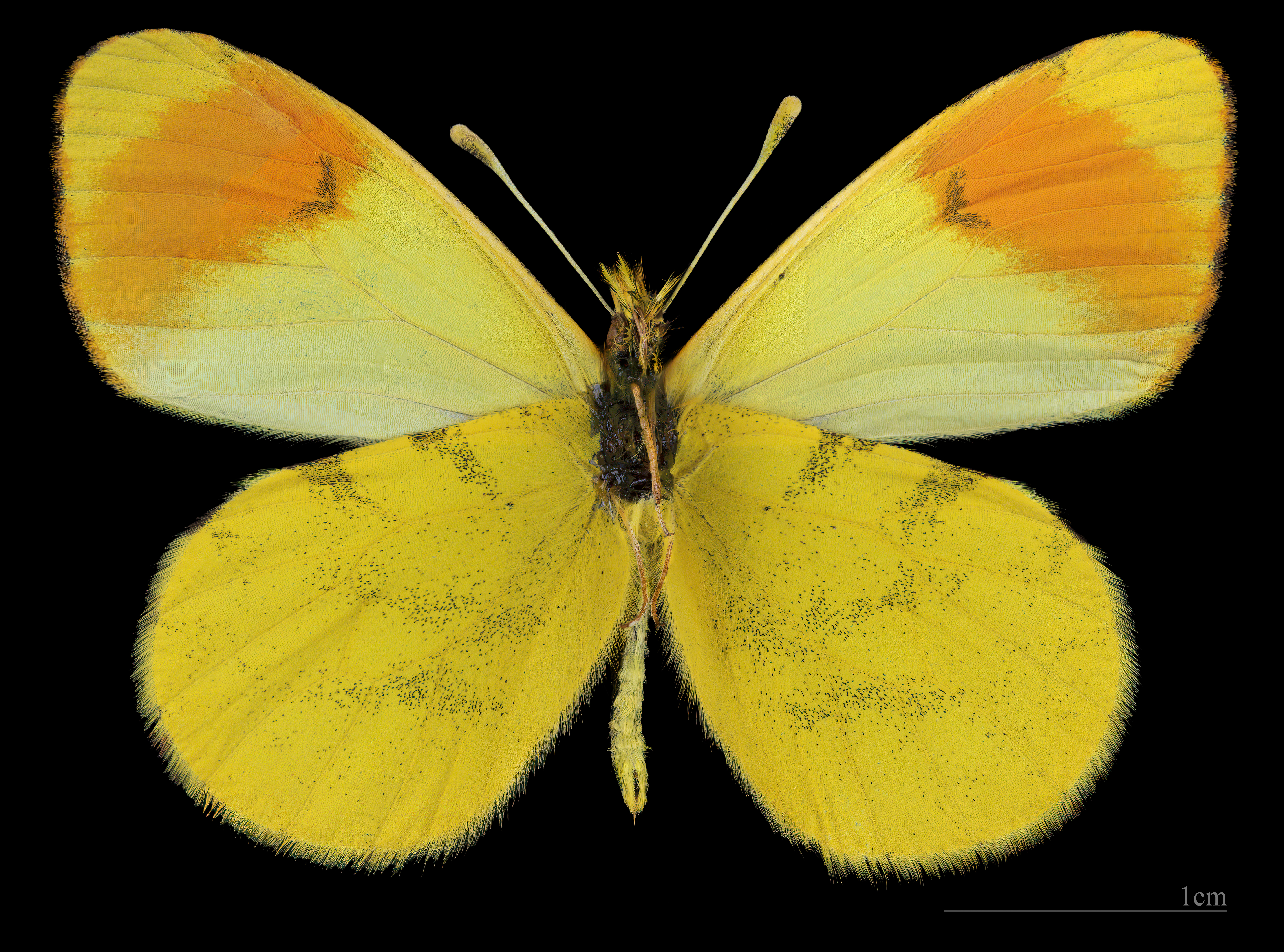
Anthocharis belia androgyne ♂ △
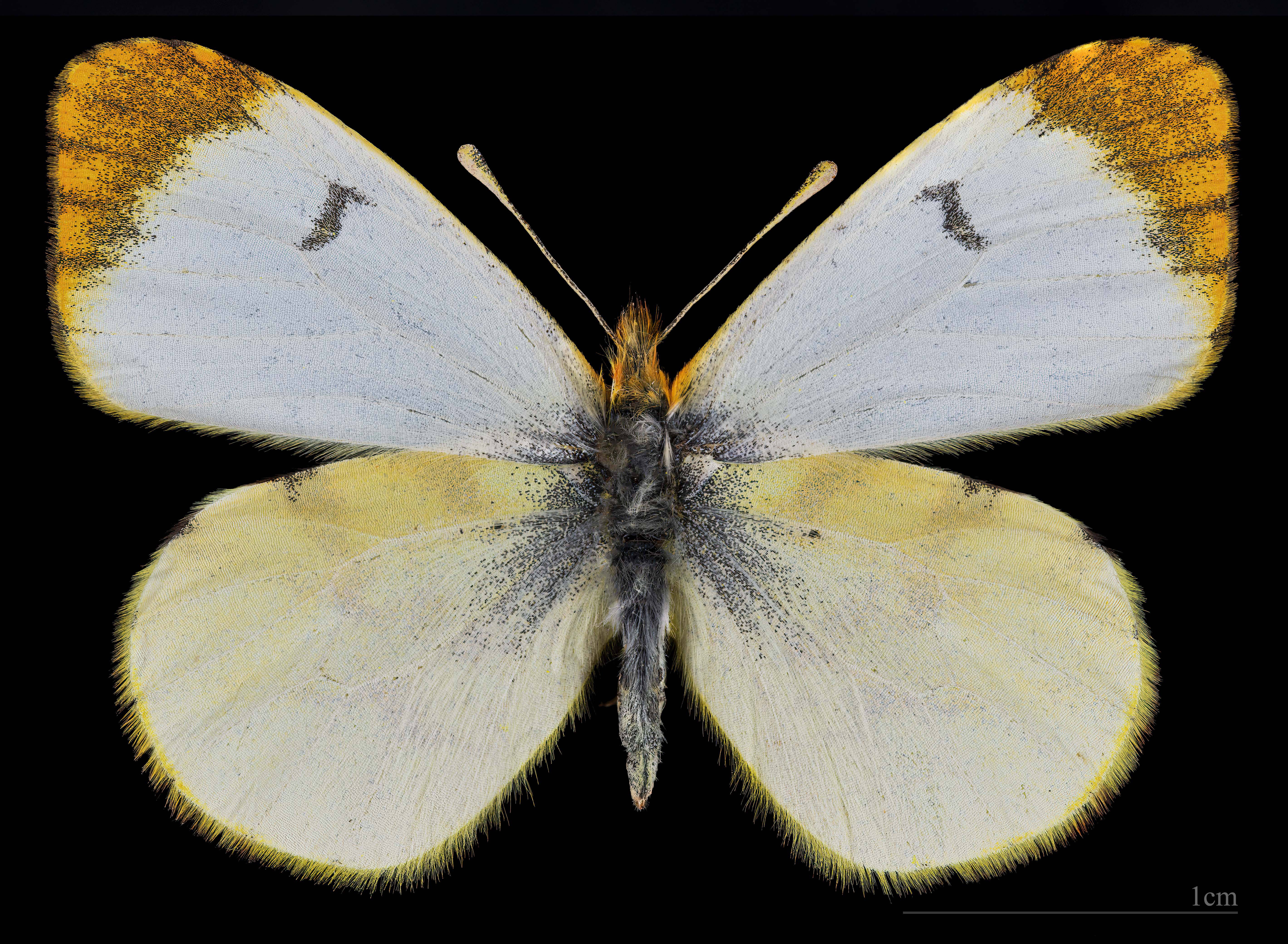
Anthocharis belia androgyne ♀
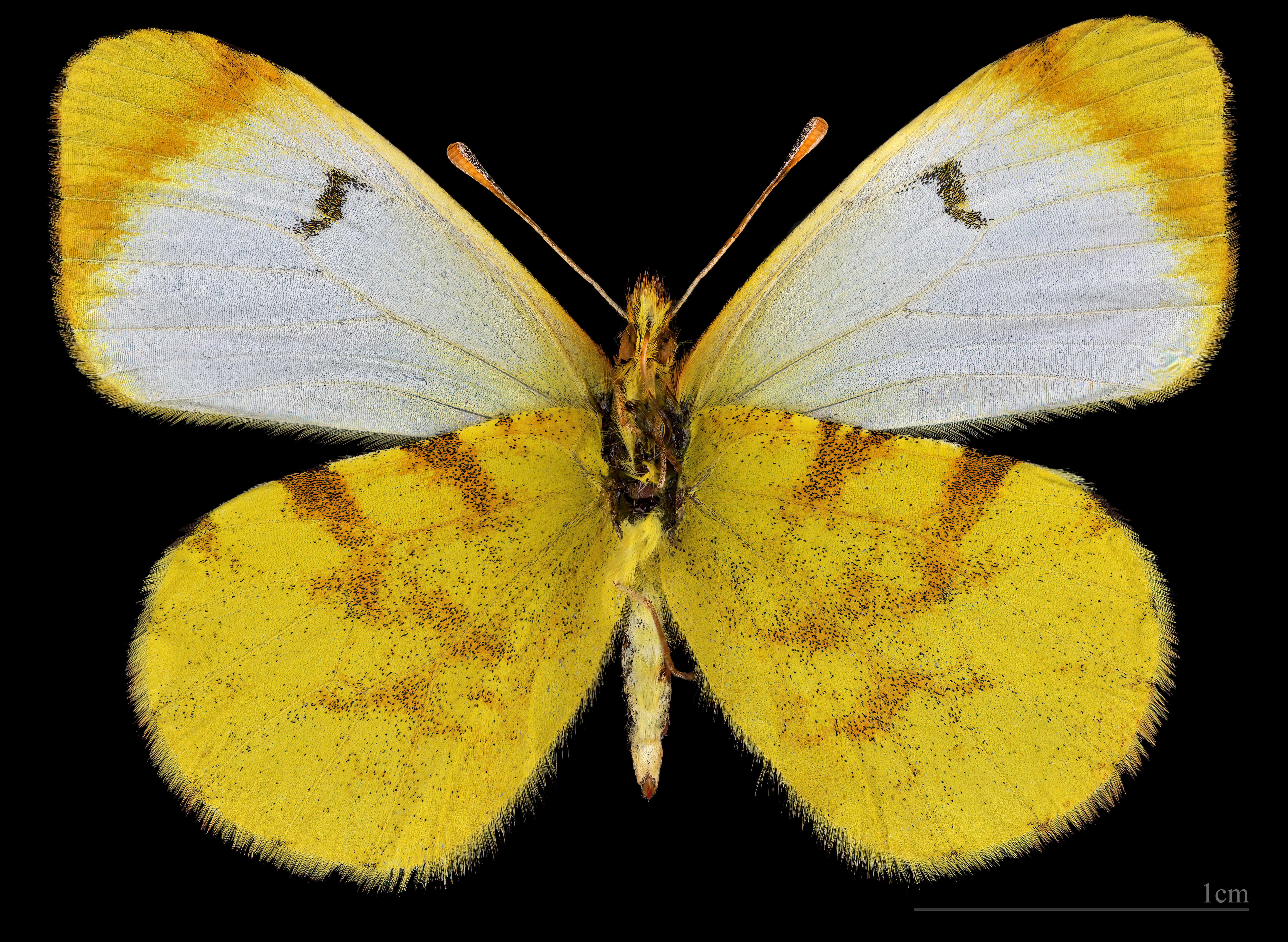
Anthocharis belia androgyne ♀ △